# 2004年のバスケットボール
< 2004年 | 2004年のスポーツ
2004年のバスケットボール（2004ねんのバスケットボール）では、2004年（平成16年）のバスケットボール関連の出来事をまとめる。

## できごと
- 1月18日 - 女子アジア選手権準決勝にて日本が韓国を下し、2大会振り3回目となる五輪出場権を獲得。
- 8月5日 - JBLスーパーリーグ所属の新潟アルビレックスとバスケットボール日本リーグ所属のさいたまブロンコスがバスケットボール日本リーグ機構からの脱退を表明。
- 8月15日 - アテネ五輪バスケットボール競技開幕。米国はプエルトリコに敗れ、ドリームチーム結成以来の五輪連勝は「24」で止まるとともに、初めて金メダルを逃す。
- 11月1日 - 田臥勇太、NBAフェニックス・サンズの開幕ロースター入りを果たし、日本人として初めてNBAのコートに立つ。
- 11月19日 - ザ・パレス・オブ・オーバーンヒルズでのインディアナ・ペイサーズ vs デトロイト・ピストンズ戦でNBA史上最悪の乱闘事件発生。（パレスの騒乱）

## 国際大会
- 女子アジア選手権
決勝  中国 92-80  日本
- アテネ五輪
  - 男子
    - 金メダル: アルゼンチン
    - 銀メダル: イタリア
    - 銅メダル: アメリカ合衆国

決勝  アルゼンチン 84-69  イタリア
  - 女子
    - 金メダル: アメリカ合衆国
    - 銀メダル: オーストラリア
    - 銅メダル: ロシア

決勝  アメリカ合衆国 74-63  オーストラリア
- ユーロリーグ
ファイナル（テルアビブ） マッカビ・テルアビブBC（イスラエル） 118-74 フォルティトゥード・ボローニャ（イタリア）
- FIBAアジアチャンピオンズカップ
決勝（ドバイ）  Al Hikmeh Sagesse（レバノン） 72-70  Al-Wahda（シリア）

## 国内大会

### 日本国内
- 全日本総合バスケットボール選手権大会（代々木第二体育館・2003年12月28日～1月12日）
  - 男子決勝 アイシン精機アイシンシーホース 73 - 57 トヨタ自動車アルバルク
  - 女子決勝 ジャパンエナジーJOMOサンフラワーズ 102 - 86 富士通レッドウェーブ
- Wリーグファイナル
  - ジャパンエナジーJOMOサンフラワーズ （3勝1敗） シャンソンVマジック
- JBLスーパーリーグファイナル
  - アイシン精機アイシンシーホース （2勝1敗）東芝ブレイブサンダース
- 第35回全国高等学校バスケットボール選抜優勝大会
男子決勝 能代工業（秋田） 93 - 87 北陸(福井）
女子決勝 金沢総合（神奈川） 83 - 76 桜花学園（愛知）

### NBA
- NBAファイナル（6月10日～23日）
  - デトロイト・ピストンズ（西） （4勝1敗） ロサンゼルス・レイカーズ（東）

## 死去
- 7月24日 - コットン・フィッツシモンズ